# Ochagavía
Ochagavía (em castelhano) ou Otsagabia (em basco) é um município da Espanha na província e comunidade foral (autónoma) de Navarra. Tem 129,16 km² de área e em 2021 tinha 496 habitantes (densidade: 3,8 hab./km²).
Os seus palácios medievais, as suas casas brasonadas dos séculos XVIII e XIX, o seu casario de telhados bicudos de dois ou quatro águas, a sua igreja de pedra e a sua velha ponte medieval fazem de Ochagavía uma das portas de entrada na selva de Irati (que fica apenas a 24 km) e um postal perfeito dos Pirenéus navarros.
Pelas suas ruas empedradas gravou-se boa parte do filme de Montxo Armendáriz Secretos del corazón (1997).

## Demografia
| Variação demográfica do município entre 1991 e 2004 | Variação demográfica do município entre 1991 e 2004 | Variação demográfica do município entre 1991 e 2004 | Variação demográfica do município entre 1991 e 2004 |
| --------------------------------------------------- | --------------------------------------------------- | --------------------------------------------------- | --------------------------------------------------- |
| 1991                                                | 1996                                                | 2001                                                | 2004                                                |
| 676                                                 | 701                                                 | 666                                                 | 655                                                 |